# Arnoldsmühle

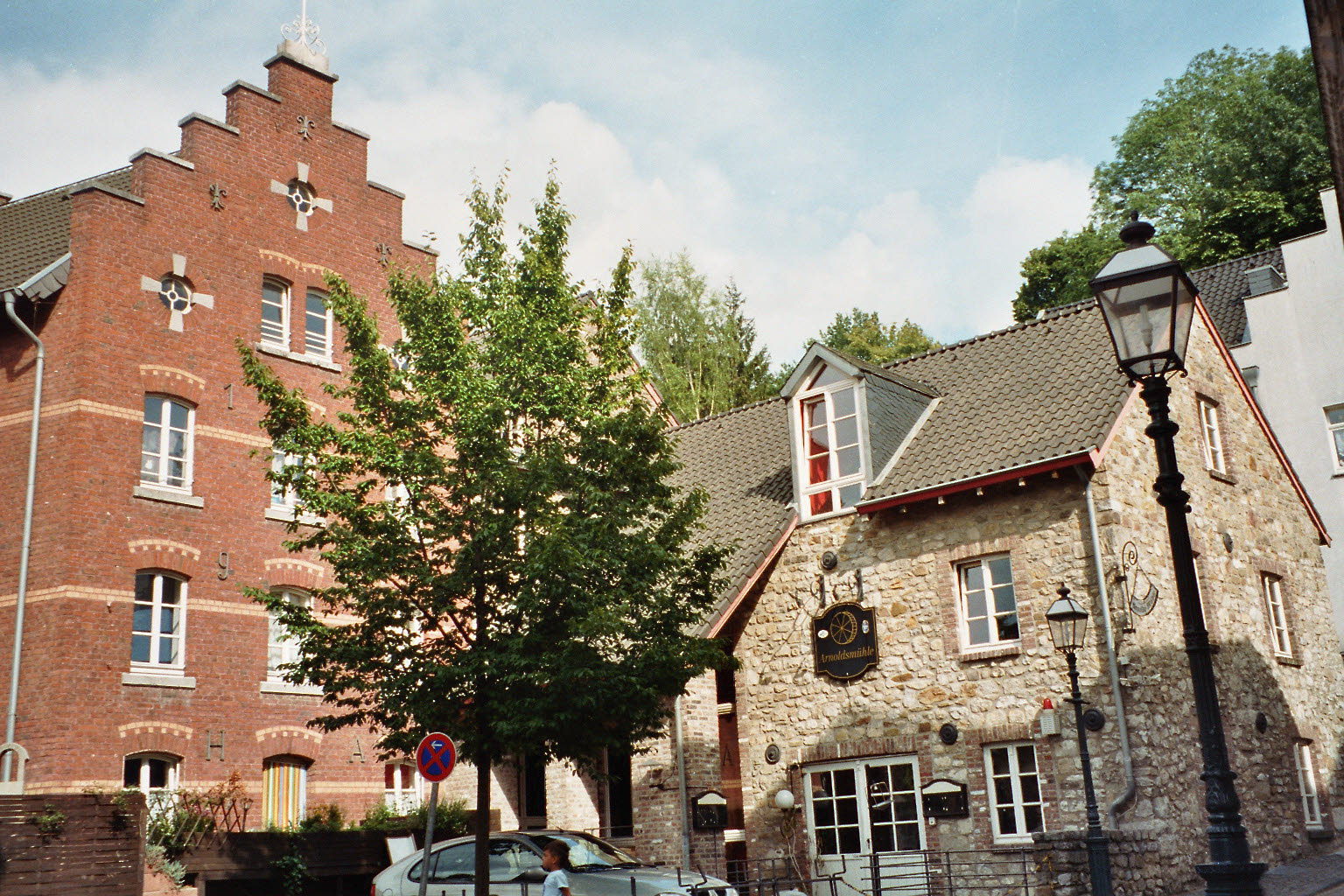
Arnoldsmühle mit Anbau aus dem Jahr 1898

Die Arnoldsmühle war eine ehemalige als Kornmühle genutzte Zwangs- und Bannmühle in der Oberstadt von Stolberg im Rheinland. Sie wurde erstmals im Jahr 1496 erwähnt und unterstand den Burgherren auf der Burg Stolberg. Infolge der Übernahme durch Heinrich Hubert Arnold im Jahr 1872 wurde sie als „Arnoldsmühle“ bezeichnet und als solche bis 1983 betrieben. Heute dienen die unter Denkmalschutz stehenden Gebäude der Mühlenanlage als Wohn- und Gewerberäume.

## Geschichte
Die ersten Hinweise auf eine Mühle stammen aus dem späten 13./frühen 14. Jahrhundert, als das Adelsgeschlecht von Stahlburg noch Besitzer der Stolberger Burg war. Wie im Mittelalter üblich hatten die Burgherren das Mahlen des Getreides per Handmühle verboten und eine örtliche Mühle erbauen lassen, unter anderem auch, da die technischen Anlagen einer Kornmühle für eine einfache Müllerfamilie zu kostspielig war. Durch den Mühlenerlass, bei dem innerhalb der Bannmeile das Gewerbe eines Müllers generell genehmigungspflichtig war, wurde die Bevölkerung verpflichtet, ausschließlich diese Mühle zu nutzen und auch keine weitere zu errichten sowie dem eingesetzten Mahlknecht einen Anteil und dem jeweiligen Burgherrn eine Abgabe zu leisten. Ähnliche Monopole gab es beispielsweise auf Bier, Wein, Jagdreviere und Fischerei.

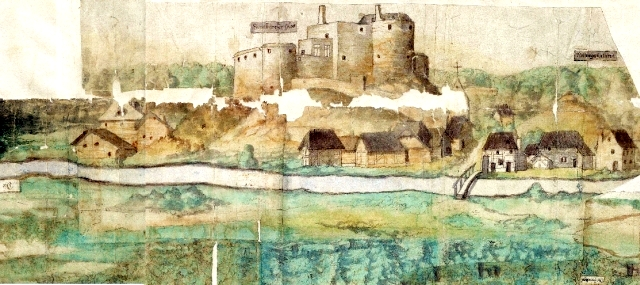
Burgdorf Stolberg 1544 nach Walschaple
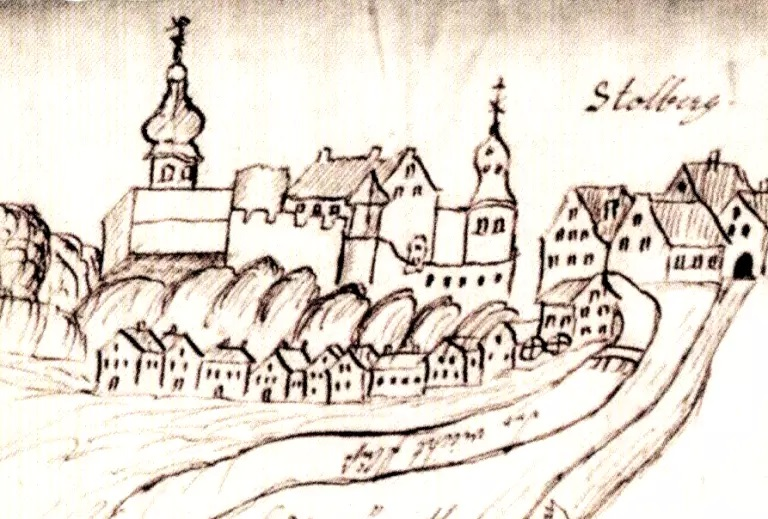
Burgdorf Stolberg 1769

Der weitere Fortbestand der Mühle ist zunächst ungeklärt, da aus der Zeit, als das Adelsgeschlecht der Herren von Stahlberg ausgestorben und im Jahr 1375 die Burg im Rahmen einer Landfriedensexekution des Landfriedensbündnisses Maas-Rhein geschleift worden war, keine Erwähnungen über ihr Fortbestehen existieren. Erst als im Jahr 1496 Vinzenz von Efferen mit der Herrlichkeit und der Burg Stolberg belehnt worden war, gibt es wieder die Erwähnung einer Mühle, wobei unklar ist, ob es sich um die alte oder um eine neu errichtete Mühle handelt. Aus dem Jahr 1544/1548 existiert eine erste Panoramaskizze der Mühlengebäude, angefertigt von dem Maler und Mönch der Reichsabtei Kornelimünster Egidius von Walschaple, und eine weitere Abbildung stammt von 1769, auf der an der Brücke über den Vichtbach ein Bauwerk mit zwei Mühlrädern zu erkennen ist. Damit zählt die Mühle zu den ältesten erhalten gebliebenen Gebäuden der Stadt Stolberg und sie war aufgrund des Monopols des Burgherrn die einzige Mahlmühle im Ort. Es befand sich zwar noch eine weitere Mühle auf der Flur Dollartshammer links der Vicht, aber dieses Gebiet gehörte zur Reichsabtei Kornelimünster und war zu damaliger Zeit mit dem „Burgdorf Stolberg“ noch nicht verwachsen.
Die dreiteilige Gebäudegruppe der Mühlenanlage, zu dem sicherlich auch ein Backhaus gehörte, war in einer Siedlung rund um die Burg, dem so genannten „Burgdorf“, nahe an den Ufern des Vichtbaches errichtet worden. Im Umfeld der Mühle befanden sich zu damaliger Zeit im flachen Talgrund mehrere landwirtschaftlich genutzte Flächen und Höfe wie beispielsweise die untergegangenen Güter Blankenberg und Schnorrenfeld, deren Erzeugnisse der Mühle zugeführt wurden. Um zu gewährleisten, dass aus dem Bach mit seinen wechselnden Pegeln dem unterschlächtigen Mühlrad stets dieselbe Wassermenge zugeführt werden konnte, wurde die Mühle mit einem zusätzlichen Mühlengraben, einer Schleuse und einem Wehr ausgestattet. Das stählerne Mühlrad ist das einzige erhalten gebliebene Mühlwerk seiner Art in Stolberg. Im Innern der Mühle kam eine so genannte „altdeutsche Mühle“ zur Anwendung, bei der zwischen zwei Mahlsteinen das Getreide zerrieben wurde, bis es die gewünschte Feinheit erlangt hatte.
Wie lange es auf der Mühle einen von den jeweiligen Burgherren abhängigen Mahlknecht gab und ab wann diese dann von Pachtmüllern betrieben wurde, ist nicht überliefert, lediglich ein gewisser Johann Adalbert Graff ist 1745 als Pachtmüller verzeichnet. Fest steht dagegen, dass die Mühle nach der Enthebung des Burgherrn Reichsgraf von Kesselstatt im Jahr 1794 durch die französische Besatzung als Zwangs- und Bannmühle ausgedient hatte und fortan als privatwirtschaftliche Mühle weiterhin von der Familie von Kesselstatt geführt wurde, die 1814 mit Gründung der preußischen Rheinprovinz ihren Grundbesitz auf der Burg wieder zurück erhalten hatte. Die Familie von Kesselstatt setzte später die Brüder Heinrich (1804–1858) und Paul Kalkbrenner als Pachtmüller ein, die sich um eine bauliche Verbesserung des Mühlgrabens bemühten, um dadurch eine stärkere Ausnutzung der Wasserkraft zu ermöglichen. Anschließend wurde die Mühle von Angehörigen der verschwägerten Familien Welter, Frey und Odenthal betrieben, bevor sie schließlich im Jahr 1872 durch Josef Franz Reichsgraf von Kesselstatt an den Müller Heinrich Hubert Arnold verkauft wurde, der sie fortan „Arnoldsmühle“ nannte.

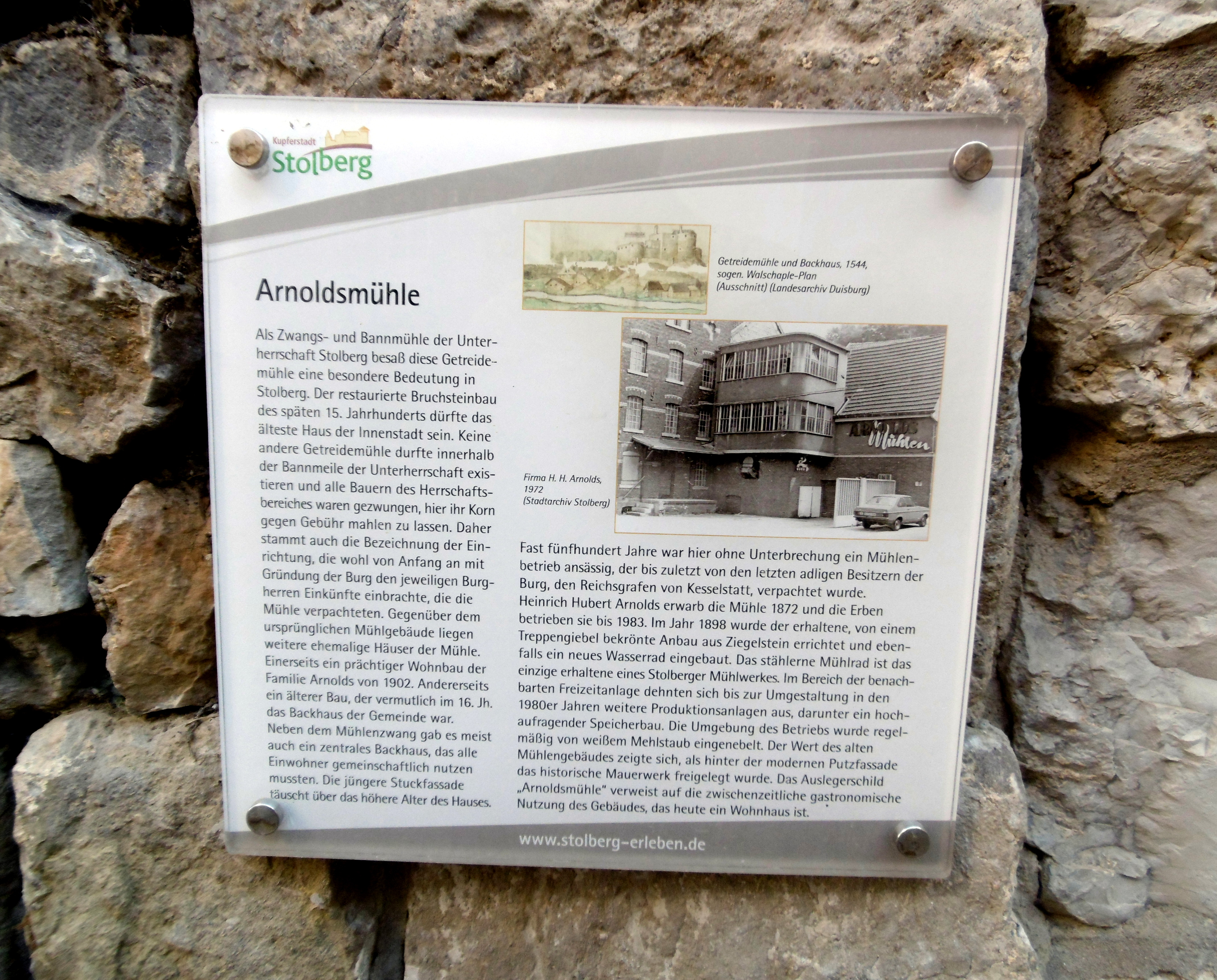
Touristiktafel Arnoldsmühle

Das Gebäudeensemble der Mühle bestand vermutlich nicht nur aus dem Haus der Arnoldsmühle, sondern wurde ergänzt durch ein Haus jenseits der vorbeiziehenden Straße, die fortan Mühlenstraße genannt wurde. Im Jahr 1898 ließ Arnold einen viergeschossigen Anbau aus roten Ziegelsteinen und einem imposanten Staffelgiebel errichten sowie ein neues Wasserrad einbauen. In den Kriegsjahren 1944/1945 erwarb die Betreiberfamilie große Verdienste und Anerkennung in der Bevölkerung durch die Versorgung und Verteilung von Mehl und anderen Mühlenprodukten aus eigener Produktion. Nach der Aufgabe des Mühlenbetriebes im Jahr 1984 wurden die Mühlengebäude grundlegend restauriert und zum Teil in ihrer Bruchsteinerscheinung wiederhergestellt sowie zu Wohn- und Gewerbezwecken umgebaut. Das kleine Haus gegenüber erhielt dabei seine ursprüngliche Putzfassade aus dem Jahr 1900 zurück, unter der sich eine altertümliche Architektur verbirgt.